# Наиф аль-Кади
Наи́ф Али́ а́ль-Кади́ (араб. نايف علي القاضي‎; 3 апреля 1979, Хаиль, Саудовская Аравия) — саудовский футболист, защитник. Выступал в сборной Саудовской Аравии, участник чемпионата мира 2006 года.

## Карьера

### Клубная
Профессиональную карьеру начал в 2000 году в клубе «Аль-Ахли» из Джиддыа, в котором играл до 2006 года, став вместе с командой за это время дважды обладателем Кубка Саудовской федерации футбола и по 1-му разу победителем Кубка наследного принца Саудовской Аравии, Турнира принца Фейсала бин Фахада для арабских клубов и Клубного кубка чемпионов Персидского залива. В сентябре 2006 году перешёл на правах аренды в катарский клуб «Эр-Райян», в котором, однако, выступал недолго и уже в июле 2007 года оказался в клубе «Аль-Шабаб» из Эр-Рияда, став вместе с командой в 2008 году победителем первого в истории розыгрыша Саудовского кубка чемпионов.

### В сборной
В составе главной национальной сборной Саудовской Аравии выступает с 2003 года. Участник чемпионата мира 2006 года, на котором, однако, не сыграл ни одного матча. В 2007 году дошёл вместе с командой до финала Кубка Азии, в котором, однако, саудовцы уступили сборной Ирака со счётом 0:1.

## Достижения
- Финалист Кубка Азии (1): 2007
- Обладатель Кубка наследного принца Саудовской Аравии (1): 2001/02
- Обладатель Кубка Саудовской федерации футбола (2): 2000/01, 2001/02
- Обладатель Саудовского кубка чемпионов (1): 2008
- Победитель Турнира принца Фейсала бин Фахада для арабских клубов (1): 2001/02
- Обладатель Клубного кубка чемпионов Персидского залива (1): 2002